# Katastroficzny zespół antyfosfolipidowy
Katastroficzny zespół antyfosfolipidowy lub zespół Ashersona (ang. catastrophic antiphospholipid syndrome, CAPS, Asherson’s syndrome) – rzadko występująca, szczególna postać zespołu antyfosfolipidowego (ang. antiphospholipid syndrome, APS) o gwałtownym przebiegu, z niewydolnością wielonarządową minimum trzech narządów, która jest spowodowana zakrzepicą drobnych naczyń.
Katastroficzny zespół antyfosfolipidowy został po raz pierwszy opisany przez Ronalda Ashersona w 1992 r.
Większość przypadków APS powstaje na podłożu pierwotnego zespołu antyfosfolipidowego lub wtórnie do tocznia rumieniowatego układowego (ang. systemic lupus erythematosus, SLE). W 1999 r. międzynarodowy zespół ekspertów opracował kryteria z Sapporo rozpoznania APS, które zmodyfikowano w 2004 r. w Sydney. Zespół antyfosfolipidowy można rozpoznać w przypadku stwierdzenia obecności w surowicy co najmniej jednego typu przeciwciał antyfosfolipidowych (aPL) oraz co najmniej jednego objawu klinicznego. Czynnikiem wyzwalającym są najczęściej infekcje, urazy, nowotwory, ciąża i połóg oraz zaprzestanie leczenia antykoagulacyjnego.
W obrazie klinicznym CAPS dominuje mikroangiopatia zakrzepowa, prowadząca do niewydolności wielonarządowej, najczęściej nerek, płuc, mózgu i serca. Obserwuje się także SIRS (ang. systemic inflammatory response syndrome), DIC (ang. disseminated intravascular coagulopathy), ciężką małopłytkowość i anemię hemolityczną.
Zespół antyfosfolipidowy może być przyczyną powikłań zatorowo-zakrzepowych, w tym ostrego zawału serca. Obecność małopłytkowości, przebycie zakrzepicy żylnej lub tętniczej oraz poronień powinny ukierunkować diagnostykę. Z uwagi na zwiększającą się z wiekiem populacji częstość występowania przeciwciał antykardiolipinowych oraz przeważające znaczenie klasycznych czynników ryzyka nie jest celowe oznaczanie przeciwciał antykardiolipinowych u wszystkich chorych po przebytym zawale serca. Oznaczenie takie może mieć znaczenie u młodych chorych, w szczególności z prawidłową koronarografią, z wcześniejszym wywiadem sugerującym zespół antyfosfolipidowy oraz u osób z rodzinnym występowaniem chorób autoimmunologicznych.
Katastroficzny zespół antyfosfolipidowy jest szczególnie rzadko występującym ciężkim zespołem objawów klinicznych. Śmiertelność w CAPS jest wysoka – sięga 50%, nawet u właściwie leczonych chorych. Wczesne rozpoznanie i właściwie podjęte leczenie daje chorym szansę na wyleczenie.